# Chromis (Kentaur)

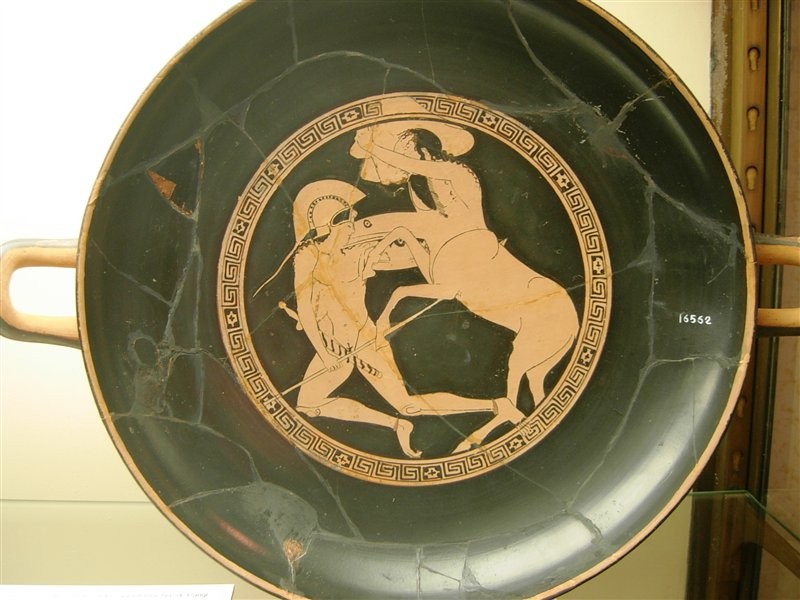
Kylix, 5. Jahrhundert v. Chr., Kentaur versus Speerkämpfer

Chromis ist ein Kentaur der griechischen Mythologie. Als solcher taucht er einmal eng angelehnt an den Kentauren Lycus in der Kentauromachie des Ovid auf, weshalb beide hier teilweise zusammen behandelt werden.

## Name
„Lycus und Chromis sind als Centauren erfundene Gestalten,“ Träger dieser Namen sind reichlich vorhanden, siehe die Listen zu Chromis und Lykos.
Chromis, von griechisch Χρόμις, Chrómis, ist verwandt mit χρόμη, chrómē, Geräusch, Gewieher und enthält die Wurzel χρεμ für alles, was Geräusche macht: rauschen, knirschen, tönen, wiehern. Er ist also einer, der wiehert, und das passt zu seiner Pferdenatur und diese wiederum zu seiner Flussnatur. Denn die Kentauren, die in den Bergen wohnen und mit Felsen und Bäumen kämpfen, sind ursprünglich Personifikationen der wild herabstürzenden Gebirgsbäche „und haben die Gestalt von Rossen, die von jeher Symbole ... der schnellfließenden Ströme und Quellen gewesen sind.“ Es bleibt offen, ob Ovid den Namen wegen seiner klanglichen Eignung einführte oder aus einer älteren Kentauromachie übernommen hat.

## Mythos

### Text
Chromis wird im parallelen Satzbau eng an Lycus angeschlossen, beide (uterque) erleiden und bewirken dasselbe. Ovid, Metamorphosen 12, 332–334:
Pirithoi virtute Lycum cecidisse ferebant,
Pirithoi virtute Chromin, sed uterque minorem
titulum quam Dictys Helopsque dederunt.
Eigenübersetzung in Prosa: „Angeblich soll Lycus durch die Tatkraft des Peirithoos, (auch) Chromis durch die Tatkraft des Peirithoos gefallen sein, aber beide haben (dem Peirithoos) weniger Ruhm gebracht als Dictys und Helops.“
Übersetzung Suchier im Versmaß:
Lykus erlag vor der Kraft des Peirithoos, hörte ich sagen;
Chromis erlag vor der Kraft des Peirithoos. Aber die beiden
schafften geringeren Ruhm dem Besieger als Diktys und Helops.

### Interpretation
Ovid lässt Nestor die Kentauromachie erzählen, war er doch selbst dabei. Doch nur vom Hörensagen weiß er, Peirithoos habe den Lykus und Chromis getötet. Es müssen leichte Gegner gewesen sein, denn es habe „weniger Ruhm“ (minorem titulum) eingebracht. 
Peirithoos kämpfte vorher und danach mit dem Speer (330: lancea, 335: iaculo), so dass er auch die beiden mit dieser Waffe erlegt haben dürfte.
Ganz anders die Schlachtszenen vorher und danach, in denen Peirithoos die hartnäckigeren Kentauren, erst den Petraeus, dann den Helops und Dictys erlegte, was dann auch mehr Ruhm eingebracht habe.
Literarische Funktion: Diese drei Verse, ein kurzer „unblutiger“ Zwischenakkord, unterbrechen das aufwendige und blutige Abschlachten der Kentauren. Mit Lykus und Chromis gliedert Ovid den Schlachtverlauf und verschafft dem Leser eine kurze Auszeit vom Gemetzel.

## Quelle
- Ovid, Metamorphosen 12, 330–335, Wikisource.